# Wallasey
Wallasey – miasto w dystrykcie metropolitalnym Wirral, w hrabstwie Merseyside w Anglii. 
Wallasey położone jest przy ujściu rzeki Mersey, w północnowschodniej części półwyspu Wirral. W 2001 roku ludność miasta wynosiła 58 710 mieszkańców.